# Baronia
Baronia – rodzaj motyli dziennych z rodziny paziowatych. Występuje tylko w Ameryce Północnej. Występowanie tego rodzaju jest ograniczone tylko do rejonu Sierra Madre del Sur w południowo-zachodnim Meksyku. W skład tego rodzaju wchodzi 1 gatunek:
- Baronia brevicornis